# Kimi wa Hōkago Insomnia
Kimi wa Hōkago Insomnia (君は放課後インソムニア Kimi wa Hōkago Insomunia?), también conocida como Insomniacs After School, es una serie de manga japonesa escrita e ilustrada por Makoto Ojiro. Ha sido serializada en la revista de manga seinen de Shogakukan Weekly Big Comic Spirits desde mayo de 2019.
Una adaptación a serie anime de televisión de Liden Films se estrenó en abril de 2023. Una adaptación cinematográfica de imagen real se estrenó en junio de 2023.
El 7 de agosto de 2023 se anunció el final del manga, el cual terminó con un total de 125 capítulos compilados en 14 volúmenes.

## Argumento
Ganta, un chico de secundaria, descubre que su compañera Isaki, al igual que él, sufre insomnio. Con ella comienza una singular relación al compartir breves siestas y confidencias en el antiguo observatorio astronómico del instituto, ahora clausurado y convertido en trastero.
Esta historia, que muestra la inocencia de los inicios en una relación, desde la amistad hasta el nacimiento del amor, te hará reír y te invitará a dormir placenteramente junto a sus exhaustos protagonistas.
Uno de cada cinco japoneses sufre perturbaciones del sueño y, entre los adolescentes los casos de insomnio no dejan de crecer. Cuando llegue una de esas largas y duras noches en vela en las que te encuentres agotado, sabrás que no estás solo.

## Personajes
Ganta Nakami (中見 丸太 Nakami Ganta?)
 Seiyū: Gen Satō
Isaki Magari (曲 伊咲 Magari Isaki?)
 Seiyū: Konomi Tamura
Yui Shiromaru (白丸 結 Shiromaru Yui?)
 Seiyū: Haruka Tomatsu
Tao Ukegawa (受川 太鳳 Ukegawa Tao?)
 Seiyū: Seiichiro Yamashita
Motoko Kanikawa (蟹川 モトコ Kanikawa Motoko?)
 Seiyū: Lynn
Kanami Anamizu (穴水 かなみ Anamizu Kanami?)
 Seiyū: Natsumi Fujiwara
Mina Nono (野々 三奈 Nono Mina?)
 Seiyū: Sumire Morohoshi
Usako Kurashiki (倉敷 兎子 Kurashiki Usako?)
 Seiyū: Mamiko Noto
Rui Haida (灰田 塁 Haida Rui?)
 Seiyū: Shō Karino

## Contenido de la obra

### Manga
Escrito e ilustrado por Makoto Ojiro, Kimi wa Hokago Insomnia comenzó en la revista de manga seinen de Shogakukan Weekly Big Comic Spirits el 20 de mayo de 2019. Shogakukan recopiló sus capítulos en volúmenes tankōbon. El primer volumen se publicó el 12 de septiembre de 2019. Al 12 de octubre de 2023, se han lanzado catorce volúmenes.

### Anime
En enero de 2022, se anunció una adaptación de serie de televisión de anime. La serie es producida por Liden Films y dirigida por Yūki Ikeda, con guiones escritos por Rintarō Ikeda, diseños de personajes a cargo de Yuki Fukuda y música compuesta por Yuki Hayashi. Se estrenó el 10 de abril de 2023 en TV Tokyo y otros canales. El tema de apertura es "Itsu Aetara" de Aiko, mientras que el tema de cierre es "Lapse" de Homecomings.
Sentai Filmworks obtuvo la licencia de la serie fuera de Asia, y lo transmitió en HIDIVE. Muse Communication obtuvo la licencia de la serie en el sudeste asiático.

## Otros medios
La banda japonesa Macaroni Enpitsu lanzó un video musical para su sencillo "Enshin" (遠心?  "Centrifuge") , que presentaba arte del manga, el 21 de noviembre de 2019.